# Phyllogomphus coloratus
Phyllogomphus coloratus là loài chuồn chuồn trong họ Gomphidae. Loài này được Kimmins mô tả khoa học đầu tiên năm 1931.